# Зразковое (Михайловский район)
Зразковое (укр. Зразкове) — село,
Плодородненский сельский совет,
Михайловский район,
Запорожская область,
Украина.
Код КОАТУУ — 2323385503. Население по переписи 2001 года составляло 243 человека.

## Географическое положение
Село Зразковое находится на расстоянии в 3,5 км от села Братское и в 5 км от села Плодородное.
Рядом проходит автомобильная дорога М-18 (E 105).

## История
- 1810 год — основано как колония Карлсруэ.
- В 1945 году переименовано в село Зразковое[2].